# Clown
«Clown» (рус. Клоун) — четвёртый сингл американской ню-метал-группы Korn. Песня появилась на одноимённом первом альбоме группы.
Видео на песню, поставленное Джозефом МакДжити, отсылает к болезненному прошлому вокалиста группы Джонатана Дэвиса в средней школе, где он постоянно становился объектом насмешек и издевательств. Песня о том, как люди пытаются быть теми, кем они не являются, вместо того чтобы просто быть собой. Дэвиса побудил написать эту песню один случай, произошедший во время одного выступления, когда к сцене подошёл скинхед и приказал убираться «обратно в свой Бейкерсфилд!», Джонатан наклонился, чтобы лучше услышать что тот говорит, и скинхед ударил Дэвиса по лицу. Скинхед был весь в татуировках и похож на клоуна, из-за чего песня была названа «Clown» и в тексте встречается строчка «Ударь меня, клоун, потому что я не из твоего города» (англ. "Hit me clown, because I'm not from your town").
Песне предшествует беседа, в которой Korn дурачатся во время записи песни. Во время этой беседы группа упоминает «Twist», песню с альбома Life Is Peachy 1996 года.

## Джонатан Дэвискомментирует значение песни
Цитата взята с видео Who Then Now?, которое служило вступлением перед видеоклипом.
Я написал песню про парня в Сан-Диего, который ударил меня. Он заорал «Пошли вы! Возвращайтесь в Бейкерсфилд!». Ну, я не понял что он сказал, наклонился и он ударил меня по лицу, а наш дорожный менеджер Джефф надавал ему по заднице. Эта песня называется "Clown".

## Видео
Clown — первое видео Korn непохожее на Blind и Shoots and Ladders. Это очень странный и мрачный клип, в котором присутствуют отрывки из болезненных воспоминаний Джонатана Дэвиса о пребывании в средней школе. На видео можно увидеть, как Джонатан сидит в раздевалке и над ним насмехаются другие люди. Оставшаяся часть группы выступает в кукольном домике, а игрушечный клоун, танцующий рядом и балансирующий куклой на кончике своего носа. Также в клипе содержатся кадры, как Korn играют в той же раздевалке, в которой сидел Джонатан. Видеоклип вышел 3 июня, 1996.

## Список композиций
1. «Clown» (радиоверсия) — 3:51
2. «Clown» (альбомная версия) — 4:36